# Universidade Virtual Pública do Brasil
A Universidade Virtual Pública do Brasil (UniRede) é um consócio nacional de universidades públicas do Brasil criado em 2000, com o consenso de representantes de 62 instituições de ensino superior. Tinha como lema inicial lutar por políticas desenvolvidas pelo estado com o propósito de democratizar o acesso ao ensino superior público, gratuito e de qualidade; executar processo colaborativo na produção de materiais didáticos; como também na oferta de cursos de graduação e pós-graduação. Atualmente desempenha de consolidar as políticas públicas para Educação à Distância de qualidade no sistema de ensino público brasileiro.
Seu lema foi dar início a uma luta por uma política de estado visando a democratização do acesso ao ensino superior público, gratuito e de qualidade e o processo colaborativo na produção de materiais didáticos e na oferta nacional de cursos de graduação e pós-graduação. Segue o primeiro parágrafo do primeiro documento, elaborado por ocasião de sua criação:
“Os representantes das 18 universidades presentes à I Reunião da Universidade Virtual Pública do Brasil, nos dias 2 e 3/12 em Brasília, UnB, estão conscientes de que já é hora do sistema público de ensino superior ocupar e ampliar seu espaço, partindo para uma ação arrojada, inovadora, responsável e concreta, como resposta às desigualdades e injustiças no campo da educação superior.”

## Histórico
A  UniRede nasceu em meados de 1999, com a reunião de um grupo de professores de instituições públicas de ensino superior do Brasil, no intuito de implementar um sistema de cooperação entre as instituições, o que viria a se constituir em uma rede em universidades (UniRede).
A UniRede teve apoio inicial da Frente Parlamentar de Educação a Distância na Câmera dos Deputados representado pelo Deputado Federal Werner Wanderer do Paraná, dos Ministérios de Educação e Cultura – MEC, Ciências e Tecnologia – MCT e de órgãos, a exemplo da Financiadora de Estudo e Projetos – FINEP e, do Conselho Nacional de Desenvolvimento Científico e Tecnológico – CNPq/MCT na disponibilização de bolsas DTI.
A UniRede contou desde o início, com o apoio da Comissão de Educação/ Frente Parlamentar de Educação a Distância da Câmara Federal na pessoa do Deputado Federal Werner Wanderer do Paraná, dos Ministérios da Educação e Cultura – MEC, Ciência e Tecnologia – MCT e de órgãos como a Financiadora de Estudos e Projetos – FINEP  e, especialmente, do Conselho Nacional de Desenvolvimento Científico e Tecnológico – CNPq/ MCT que disponibilizaram bolsas DTI, para apoiar o desenvolvimento da UniRede nos pólos.
Em 2009 foi transformada em uma associação, intitulada: Associação Universidade em Rede (UniRede).

## Estrutura
Em 1.999 a Universidade Virtual Pública do Brasil, contava com a seguinte estrutura:
Instância executiva: Comitê gestor composto por sete membros das instituições de ensino superior públicas, sendo que cada região geográfica tem um representante, com o Nordeste dividido em Nordeste Oriental, Nordeste Ocidental e o Sudeste dividido em Sudeste 1 e Sudeste 2.
Instância deliberativa: Conselho de Representantes reúne um representante de cada instituição consorciada que elegia o comitê gestor e exercia outras funções.
Conselho consultivo: do qual fazem parte um representante da Câmara dos Deputados, da CAPES, CNPq, UNESCO, MEC, MCT e RNp. Tendo função de consulta sugerindo colaboradores, parceiros e nomes que serviriam para a interlocução com as instituições apoiadoras da UniRede.
A partir do ano de 2009 a UniRede passou a ser constituída como uma Associação Institucional que congrega instituições públicas (Universidades Federais e Estaduais, e Instituições Federais de Educação Profissional, Científica e Tecnológica) buscando sempre  a promoção do desenvolvimento científico e tecnológico da Educação a Distância, contribuindo assim com pesquisa, produção e difusão do conhecimento científico e tecnológico na área da Educação a Distância (EaD) no Brasil, como a interlocução, articulação e interação entre os mais variados setores e órgãos governamentais para a proposição de políticas públicas para a EaD.
Atualmente é composta por três Conselhos/Comitês:
Conselho dos Representantes (CR): constituído por um representante de cada Instituição Pública de Ensino Superior associada. Compete aos membros desse conselho discutir e votar matérias referentes à consecução dos objetivos da UniRede. O representante e seu suplente serão indicados pelo dirigente máximo da instituição pública de ensino superior associada.
Comitê de Coordenação Política (CCP) composto pelo Presidente, Vice-presidente e por membros do Conselho de Representantes de cada Regional da UniRede, um representante das instituições federais, um das instituições estaduais e um das instituições de educação tecnológica, eleitos bienalmente. O Comitê de Coordenação Política coordena e promove as atividades da Associação definidas pelo Conselho de Representantes e diligência para a obtenção de recursos. Os representantes regionais serão eleitos pelos representantes das instituições da respectiva região e os demais eleitos pelo pleno do Conselho de Representantes. O mandato dos membros do Comitê de Coordenação Política, coincidi com o da Presidência, tendo direito a uma recondução.
 Atualmente o Comitê de Coordenação Política se configura da seguinte forma:
| Nome                             | Posição                              | Instituição de Ensino Superior             |
| Alexandre Martins dos Anjos      | Presidente                           | Universidade. Federal de Mato Grosso       |
| Elisa Tuler de Albergaria        | Vice-presidente                      | Universidade Federal de São João del-Rei   |
| Aline Pinto Amorim               | Representante dos IFTs               | Instituto Federal do Rio de Janeiro        |
| Karina Marcon                    | Representante das IES Estaduais      | Universidade Estadual de Santa Catarina    |
| Mára Lúcia Fernandes Carneiro    | Representante das IES Federais       | Universidade. Federal do Rio Grande do Sul |
| José Miguel Martins Veloso       | Representante da Região Norte        | Universidade Federal do Pará               |
| Luis Otoni Meireles Ribeiro      | Representante da Região Sul          | Instituto Federal Sul-Riograndense         |
| Marcus Túlio de Freitas Pinheiro | Representante da Região Nordeste     | Universidade do Estado da Bahia            |
| Maria Teresa Menezes Freitas     | Representante da Região Sudeste      | Universidade Federal de Uberlândia         |
| Valter Gomes Campos              | Representante da Região Centro-Oeste | Universidade Estadual de Goiás             |

Conselho Fiscal (CF): compostos por dois membros, eleitos bienalmente.
O Conselho Fiscal tem como uma das principais funções assessorar o Comitê de Coordenação Política relativamente às questões financeiras da Associação e à ampliação dos seus recursos. A designação dos membros do Conselho Fiscal ocorre em Reunião Ordinária do Conselho de Representantes convocada para este fim, em conjunto com a eleição do Comitê de Coordenação Política. O mandato dos membros deste conselho deve coincidir com o da presidência, tendo direito a uma recondução. O Comitê Fiscal é atualmente é formado pelos representantes: 
| Nome                        | Posição         | Instituição de Ensino Superior              |
| Paulo Roberto Colusso       | Conselho Fiscal | Universidade Federal de Santa Maria - UFSM  |
| Wagner José Corradi Barbosa | Conselho Fiscal | Universidade Federal de Minas Gerais - UFMG |

## Principais Eventos da UniRede
O ESUD e CIESUD
Todos os anos a UniRede em parceria com uma das instituições associadas, promove o Congresso Brasileiro de Ensino Superior a Distância (ESUD) e o Congresso Internacional de Educação Superior a Distância (CIESUD). O evento tem contribuído para a discussão e consolidação da modalidade a distância no Brasil desde a criação da UniRede. As temáticas são sempre relevantes e os trabalhos apresentados demonstram os estudos e pesquisas na área. A próxima edição ESUD/CIESUD acontece na cidade de Natal e será realizado pela Universidade Federal do Rio Grande do Norte entre os dias 20 e 23 de novembro. Os participantes das instituições associadas têm direito a taxa de inscrição diferenciada.
O PROMOVEAD
O evento também acontece em parceria com uma das instituições associadas à UniRede. O PromovEAD vai para a quarta edição e discute as ações de comunicação para divulgação da Educação a Distância nas instituições públicas de ensino superior, o próximo PromovEAD acontece na cidade de Salvador e será realizado pela Universidade do Estado da Bahia.
SEMINÁRIOS REGIONAIS
Os seminários regionais são eventos realizados anualmente em cada região do país, com o objetivo de atualizar os associados e potenciais associados (Instituições que ainda não fazem parte da UniRede) sobre as ações que a UniRede vem desenvolvendo e discutir temáticas relacionadas aos objetivos da Associação. Ao final, os encaminhamentos são registrados com a finalidade de apoiar discussões e a serem realizadas no Seminário Nacional da UniRede, no Congresso Brasileiro de Ensino Superior a Distância e no Congresso Internacional de Educação Superior a Distância.
SEMINÁRIO NACIONAL
O Seminário Nacional da UniRede é um dos eventos anuais que tem como objetivo sumarizar todas as reflexões e debates desenvolvidos anualmente em encontros, seminários, simpósios da UniRede em prol do desenvolvimento científico e tecnológico da modalidade de Educação a Distância.
A partir de discussões realizadas em todas as regiões brasileiras, tais como os seminários regionais, eventos de promoção de EaD e outros encontros de Educação a Distância torna-se possível desenvolver discussões articuladas com o setor público e, em especial, as instâncias responsáveis pelo desenvolvimento da política de Educação em nosso país, e também aquelas que estabelecem cooperações com UniRede.

## Membros Atuais
Atualmente são membros da UniRede 62 instituições listadas abaixo:
- Fundação Centro Estadual de Estatísticas, Pesquisas e Formação de Servidores Públicos do Rio de Janeiro
- Fundação Universidade Federal da Grande Dourados
- Fundação Universidade Federal de Mato Grosso
- Fundação Universidade Federal de Mato Grosso do Sul
- Fundação Universidade Federal de Rondônia
- Instituto Anísio Teixeira
- Instituto Federal de Educação, Ciência e Tecnologia de Mato Grosso
- Instituto Federal de Educação, Ciência e Tecnologia de Santa Catarina
- Instituto Federal de Educação, Ciência e Tecnologia do Rio Grande do Norte
- Instituto Federal de Educação, Ciência e Tecnologia Sul-rio-grandense
- Instituto Federal do Espírito Santo
- Instituto Federal do Rio de Janeiro
- Universidade de Brasília
- Universidade do Estado Da Bahia
- Universidade do Estado de Mato Grosso
- Universidade do Estado de Minas Gerais
- Universidade do Estado de Santa Catarina
- Universidade Estadual de Feira de Santana
- Universidade Estadual de Goiás
- Universidade Estadual de Mato Grosso do Sul
- Universidade Estadual de Montes Claros
- Universidade Estadual de Santa Cruz
- Universidade Estadual do Centro-oeste
- Universidade Estadual do Maranhão
- Universidade Estadual do Piauí
- Universidade Estadual do Sudoeste Da Bahia
- Universidade Federal de Alfenas
- Universidade Federal de Campina Grande
- Universidade Federal de Ciências Da Saúde de Porto Alegre
- Universidade Federal de Itajubá
- Universidade Federal de Juiz de Fora
- Universidade Federal de Lavras
- Universidade Federal de Mato Grosso
- Universidade Federal de Minas Gerais
- Universidade Federal de Ouro Preto
- Universidade Federal de Pelotas
- Universidade Federal de Pernambuco
- Universidade Federal de Roraima
- Universidade Federal de Santa Catarina
- Universidade Federal de Santa Maria
- Universidade Federal de São Carlos
- Universidade Federal de São João del Rei
- Universidade Federal de São Paulo
- Universidade Federal de Uberlândia
- Universidade Federal de Viçosa
- Universidade Federal do ABC
- Universidade Federal do Amapá
- Universidade Federal do Amazonas
- Universidade Federal do Espírito Santo
- Universidade Federal do Estado do Rio de Janeiro
- Universidade Federal do Pampa
- Universidade Federal do Pará
- Universidade Federal do Paraná
- Universidade Federal do Piauí
- Universidade Federal do Recôncavo Da Bahia
- Universidade Federal do Rio Grande
- Universidade Federal do Rio Grande do Norte
- Universidade Federal do Rio Grande do Sul
- Universidade Federal do Tocantins
- Universidade Federal dos Vales do Jequitinhonha e Mucuri
- Universidade Federal Rural Da Amazônia
- Universidade Federal Rural de Pernambuco
- Universidade Tecnológica Federal do Paraná

## Adesão
De acordo com o estatuto e o regimento, apenas instituições de ensino superior público podem se filiar. Para filiação o representante da IES deve encaminhar a Ficha de Inscrição Unirede, assinada por seu(a) reitor(a), indicando os dados (atuais) do Representante Institucional e suplentes. As instituições aprovadas e com anuidade em dia obtêm a prerrogativa de votarem e serem votados para os três Conselhos que compõem a estrutura organizacional da UniRede. A Anuidade é de R$ 2.000,00. 